# (6057) Robbia
(6057) Robbia (5182 T-3) – planetoida z pasa głównego asteroid okrążająca Słońce w ciągu 6,05 lat w średniej odległości 3,32 j.a. Odkryta 16 października 1977 roku.